# Farabundo Martí
Agustín Farabundo Martí Rodríguez  (Teotepeque, 5 de maio de 1893 — San Salvador, 1 de fevereiro de 1932) foi um dirigente comunista de El Salvador.
Como delegado da Internacional Comunista, auxiliou a organização dos trabalhadores da Nicarágua contra a ocupação estadunidense, ao lado de Augusto César Sandino.
Foi fundador (1930) e dirigente do Partido Comunista Salvadorenho (PCS), e um dos organizadores da guerrilha dos camponeses indígenas em 1932. Nessa revolta, os camponeses conseguiram tomar alguns quartéis, mas estavam mal armados e desorganizados. A revolta foi esmagada pelo exército com uma forte repressão que, em poucas semanas, matou entre 15 e 30 mil pessoas, um episódio que ficou conhecido como La Matanza.
Martí foi fuzilado em 1 de fevereiro de 1932 por forças militares (organizadas pelos Estados Unidos), junto a outro líderes da revolta, como Feliciano Ama, líder indígena de Izalco, Francisco Sánchez, que dirigiu o levante de Juayúa, e os estudantes universitários Mario Zapata e Alfonso Luna.
Seu nome serviu de inspiração para várias organizações de esquerda latino-americanas, algumas das quais carregam esse nome, como a Frente Farabundo Martí de Libertação Nacional (FMLN) e as Forças Populares de Libertação Farabundo Martí.